# Cassena indica
Cassena indica es un coleóptero de la familia Chrysomelidae. Fue descrita en 1889 por Jacoby.